# Préaux-Saint-Sébastien

Préaux-Saint-Sébastien este o comună în departamentul Calvados, Franța. În 1 ianuarie 2018 avea o populație de 37 de locuitori.